# Next Generation Vehicle
Next Generation Vehicle war ein 2004 gegründetes gemeinsames Forschungsprojekt der Automobilhersteller Audi, BMW, Fiat, DaimlerChrysler, Saab Automobile und Volvo Cars sowie der Edelstahl-Hersteller Outokumpu, Thyssenkrupp und Arcelor Mittal – Stainless Europe (Ugine&Alz). Ein Hauptziel des Projekts war die Reduktion von Kosten und Gewicht beim Einsatz von Edelstahl im Fahrzeugbau, bei gleichzeitiger Verbesserung der Fahrzeugsicherheit und Umweltverträglichkeit.
Erste Ergebnisse des Projekts wurden im Rahmen der IAA 2007 präsentiert. Die Pressekonferenz wandte sich an ein Publikum mit Interesse an zukünftiger Fahrzeugtechnologie und den Auswirkungen auf nachhaltige Entwicklung. Dabei wurde unter anderem über das Gewicht von Autos diskutiert. Das Projekt wurde 2009 beendet.